# Elisabeth Stoeber
Elisabeth Stoeber (5. Mai 1909 in Nürnberg – 26. April 2007 in München) war eine deutsche Ärztin, die als Begründerin der Kinderrheumatologie in Deutschland gilt. Sie war Leiterin des Haunerschen Kinderspitals in München und gründete Europas erste Rheumaklinik für Kinder in Garmisch-Partenkirchen. Sie widmete sich intensiv der Forschung, lehrte aber auch an der Ludwig-Maximilians-Universität München.

## Leben und Werk
Elisabeth Stoeber wuchs in München auf, wo sie später auch Medizin studierte und 1933 ihr Staatsexamen ablegte. In der Folge führte sie ihre Ausbildung am Pathologischen Institut der Universität Freiburg fort. Dort erfuhr sie von Ludwig Aschoffs Entdeckung der Rheumaknötchen im Herzen. Dies weckte ihr nachhaltiges Interesse an der Erforschung der Rheumaerkrankungen. Von Freiburg kehrte sie nach München zurück, wo sie eine Stelle am Haunerschen Kinderspital fand. Als Teile des Kinderspitals während der Bombenangriffe auf München nach Ohlstadt verlegt wurden, vertraute man ihr die Leitung dieser Außenstelle an. Dort setzte sie ihre Forschungen zum Thema des rheumatischen Fiebers fort und arbeitete an ihrer Habilitation zur epidemische Säuglingsmyokarditis unter dem Titel Schwielenherz des Säuglings. Diese schloss sie 1944 ab.
1950 übernahm Elisabeth Stoeber die Rolle der Chefärztin einer 70-Betten-Heilstätte für an Tuberkulose erkrankten Kinder in Garmisch-Partenkirchen unter der Trägerschaft der Rummelsberger Diakonie. Elisabeth Stoeber wollte allerdings mehr erreichen. Über einen Zufall lernte sie John J. McCloy, den amerikanischen Hochkommissar kennen. Sie konnte ihn davon überzeugen, die Gründung eines Rheuma-Kinderkrankenhauses aus Mitteln des Marshallplans zu unterstützen. Die ebenfalls notwendige Unterstützung der Rummelsberger Diakonie als Trägerin war schwieriger zu erreichen, gelang aber ebenfalls, so dass 1952 die erste europäische Klinik für rheumakranke Kinder in Garmisch-Partenkirchen eingeweiht werden konnte. Mitte der 1950er Jahre wandelte sich das Krankheitsbild, das rheumatische Fieber verlor an Bedeutung, dafür nahm die Zahl der Kinder mit chronischen Gelenkentzündungen zu. Elisabeth Stoeber gelang es, die Klinik an diesen sich verändernden Bedarf anzupassen und 1971 mit einem Neubau für weitere 100 Betten deutlich zu erweitern.
Neben der Tätigkeit im und für das Krankenhaus direkt widmete sich Elisabeth Stoeber intensiv der Forschung. Ihre Ergebnisse trug sie bei nationalen und internationalen Tagungen vor, sie sprach aber auch vor Krankenkassen und Verbänden. Ebenso dokumentierte sie ihre Forschungsergebnisse in einem Lochkartensystem. Als Lehrende der Ludwig-Maximilians-Universität in München vertrat sie regelmäßig die Kinderrheumatologie im Hauptkolleg. So trug Elisabeth Stoeber dazu bei, dass die Tatsache, dass schon Kinder an chronischer Arthritis erkranken können, sowohl in Fachkreisen als auch in der breiteren Öffentlichkeit bekannt wurde. Im Rahmen ihrer Forschungstätigkeiten vernetzte sie sich eng mit den in der Erwachsenenrheumatologie tätigen Professoren Fritz Schilling und Hans-Georg Fassbender. International arbeitete sie vor allem mit Eric Bywaters und Barbara Ansell von der Taplow-Klinik in der Nähe Londons zusammen.
Elisabeth Stoeber war auch nach ihrem Rückzug als Klinikleitung 1974 weiter für die Behandlung rheumakranker Kinder engagiert. Finanziell unterstützte sie die wissenschaftliche Forschung durch einen Fonds, sie nahm aber auch direkt an der Entwicklung der von ihr gegründeten Klinik Anteil und besuchte beispielsweise dort stattfindende Baumaßnahmen noch kurz vor ihrem Tod mit 97 Jahren.

## Ehrungen
Elisabeth Stoeber wurde für ihre Verdienste mit der Ehrenmitgliedschaft der Deutschen Gesellschaft für Rheumatologie e. V. und dem Bayerischen Verdienstorden ausgezeichnet.
Im Münchner Stadtteil Großhadern wurde 2019 die Elisabeth-Stoeber-Straße nach ihr benannt. Auch in Garmisch-Partenkirchen erfolgte die Benennung des Elisabeth-Stoeber-Wegs, an dem die Kinder-Rheumaklinik liegt, in ihrem Gedenken.

## Veröffentlichungen (Auswahl)
- Juvenile chronische Polyarthritis und Still-Syndrom, Ciba Geigy, Basel 1997
- Betrachtungen über sog. genuine Amyloidose, Vogel, Berlin 1934